# NGC 6823
NGC 6823 ist ein offener Sternhaufen vom Typ I3pn im Sternbild Fuchs am Nordsternhimmel. Er hat eine scheinbare Helligkeit von 7,1 mag und einen Winkeldurchmesser von 7'. Der Haufen befindet sich in einer Entfernung von 6.000 Lichtjahren innerhalb des Emissionsnebels NGC 6820 nahe Messier 27. Er hat einen Durchmesser von etwa 50 Lichtjahren, sein Alter wird auf 2 Millionen Jahre geschätzt.
Entdeckt wurde das Objekt am 17. Juli 1785 von William Herschel.